# Хумбаба
Хумбаба е чудовище от шумерската митология. То било еднооко и огнедишащо, с поглед превръщало всяко живо същество в камък, гласът му бил като вой на буря, дъхът му-като ураган. Победено е от героя Гилгамеш.